# Champs, Puy-de-Dôme
Champs, Puy-de-Dôme là một xã ở tỉnh Puy-de-Dôme trong vùng Auvergne-Rhône-Alpes miền trung nước Pháp. Xã này nằm ở khu vực có độ cao trung bình 550 mét trên mực nước biển.